# Zdroje (Szczecin)
Zdroje (do 1945 niem. Finkenwalde) – część miasta i osiedle administracyjne Szczecina, będące jednostką pomocniczą miasta. Położone na Prawobrzeżu, przy drodze krajowej nr 10 (w kier. Stargard). Zdroje graniczą z osiedlami: Dąbie na północy, Słoneczne i Bukowe-Klęskowo na wschodzie, Podjuchy na południowym zachodzie i poprzez rzekę Regalicę z Międzyodrzem. Południową granicę z gminą Stare Czarnowo wyznacza autostrada A6.
Według danych z 1 maja 2017 w osiedlu na pobyt stały zameldowanych było 8467 osób.

## Historia
Wieś Finkenwalde powstała w 1750 roku.
Około roku 1935 protestancki teolog Dietrich Bonhoeffer założył w ówczesnym Finkenwalde półlegalne seminarium duchowne Kościoła Wyznającego, zlikwidowane przez gestapo w 1937.

### Przynależność administracyjna Zdrojów
- 1816–1939 powiat Randow
- 1939–1945 Wielkie Miasto Szczecin
- 1945–1948 powiat gryfiński, gmina Zdroje
- od 1948 Szczecin

## Samorząd mieszkańców
Rada Osiedla Zdroje liczy 15 członków. Samorząd osiedla Zdroje został ustanowiony w 1990 roku.

### Dane statystyczne z wyborów do rady osiedla od 2003 r.
| Data       | Liczba uprawnionych | Frekwencja |
| ---------- | ------------------- | ---------- |
| 13.04.2003 | 7 426               | 5,72%      |
| 20.05.2007 | 7 500               | 2,65%      |
| 22.05.2011 | 7 371               | 6,40%      |

## Przyroda
Na południe od torów kolejowych znajduje się Park Leśny Zdroje stanowiący część Szczecińskiego Parku Krajobrazowego „Puszcza Bukowa” i Puszczy Bukowej z niezwykłym sztucznym Jeziorem Szmaragdowym (gł. 16 m), powstałym w wyrobisku dawnej kopalni kredy, którego woda, jak wskazuje nazwa, ma kolor szmaragdowy, ze względu na dużą zawartość węglanu wapnia. W roku 2012 otworzono Ogród ciszy i medytacji Dietricha Bonhoeffera na cześć niemieckiego pastora.

## Komunikacja
Komunikację z miastem zapewniają liczne linie autobusowe prowadzące w kierunku większości prawobrzeżnych osiedli, a także linie kolejowe ze stacji „Szczecin Zdroje” łącząca Szczecin Dąbie (kier. Goleniów i Stargard) z centrum miasta i z Podjuchami (kier. Gryfino). Przez Zdroje (stacje „Szczecin-Lotnisko” i „Szczecin Zdroje Wschodnie”) prowadziły niegdyś tory ze szczecińskiego portu przez Regalicę na wysokości wyspy Siedlińskiej Kępy w kierunku Płoni, Starego Czarnowa i wsi Sobieradz. Większość tej linii, od Portu do Zdrojów Wsch. i od Płoni do Sobieradza, jest rozebrana. Przez Zdroje od 2015 roku przebiega linia Szczecińskiego Szybkiego Tramwaju. Na obszarze osiedla znajduje się przystanek tramwajowy Jaśminowa ZUS (przy skrzyżowaniu z ul. Jaśminową) oraz pętla tramwajowa Turkusowa (za Selgrosem).

## Galeria

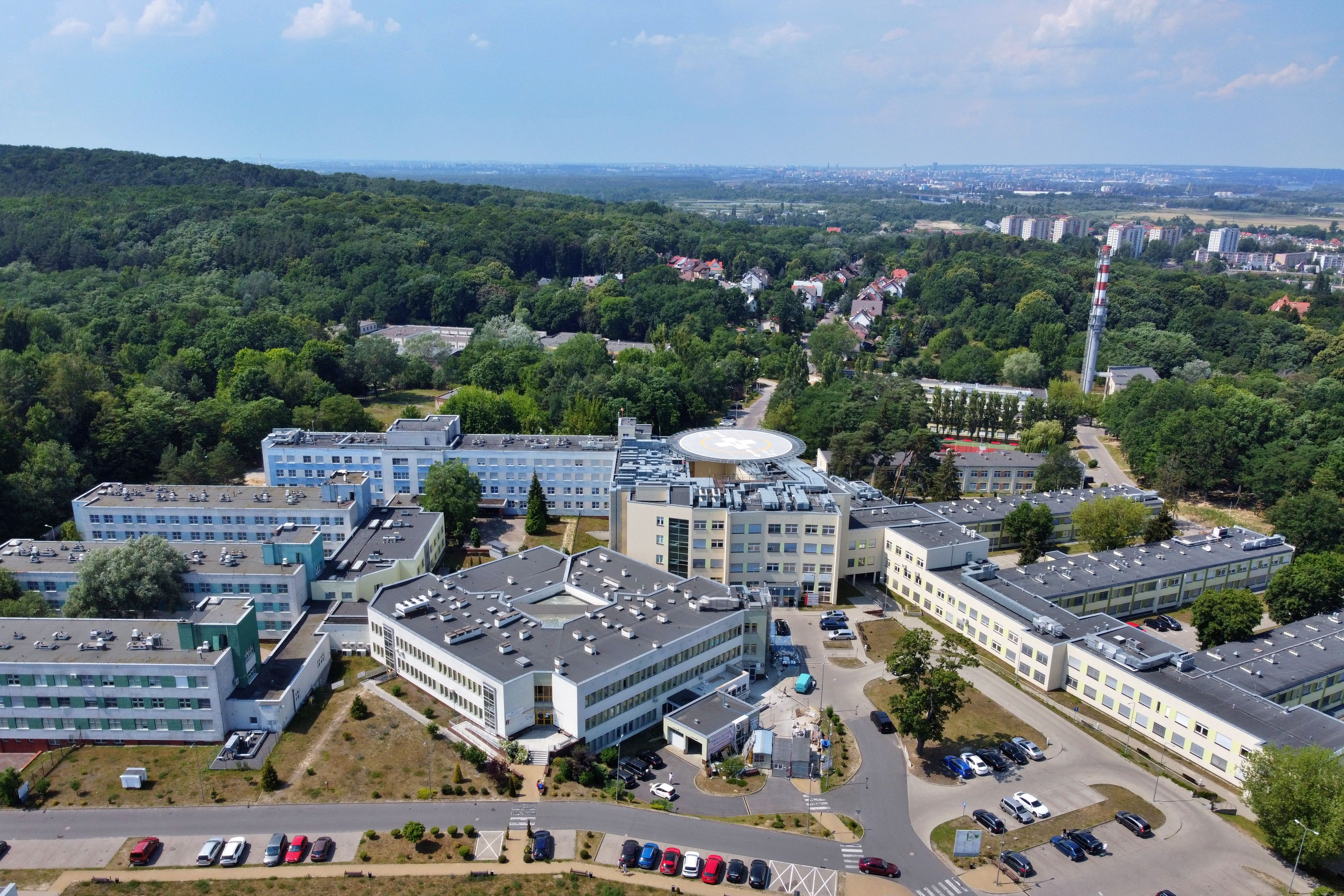
Szpital „Zdroje”
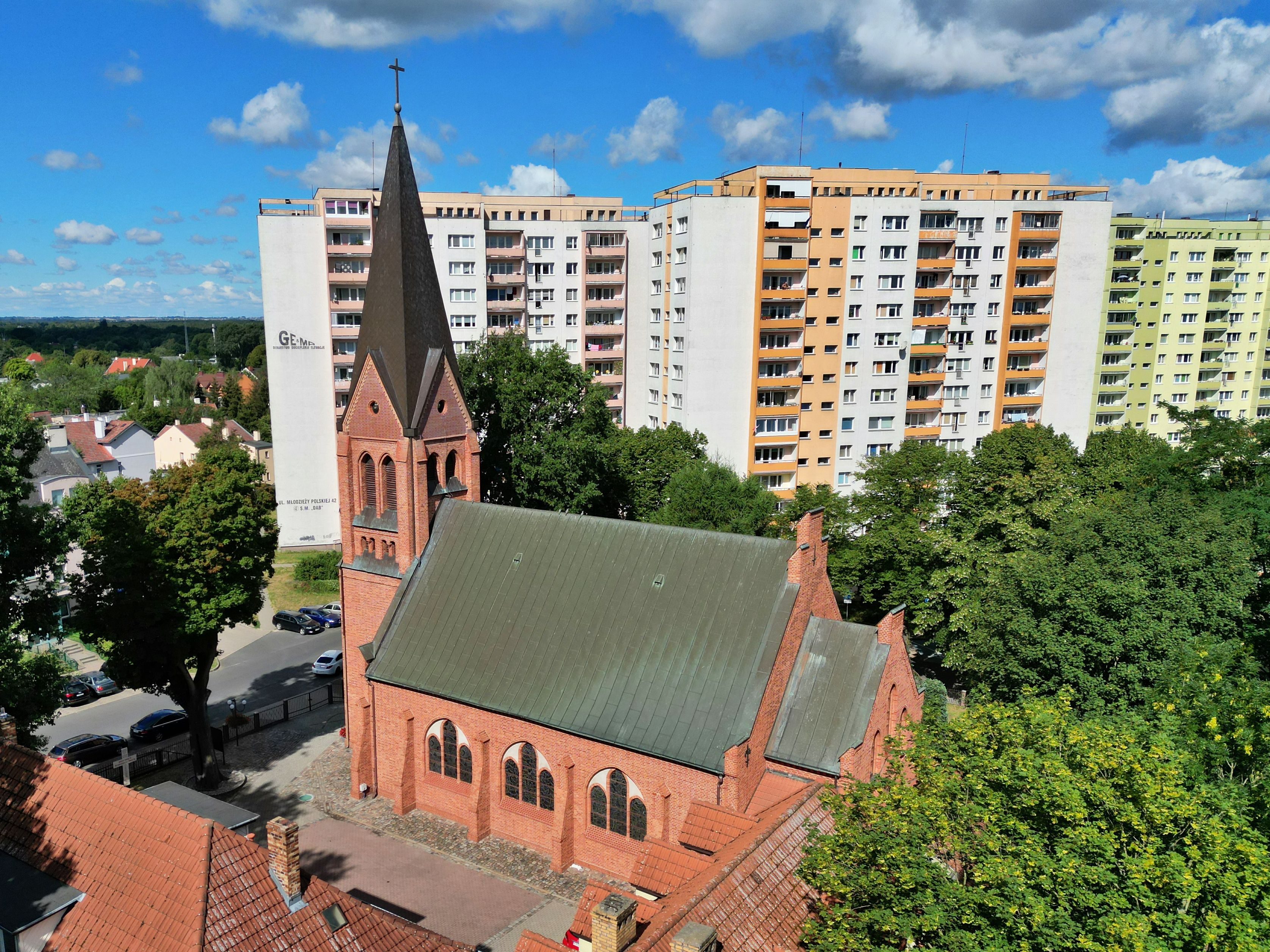
Kościół Świętego Ducha
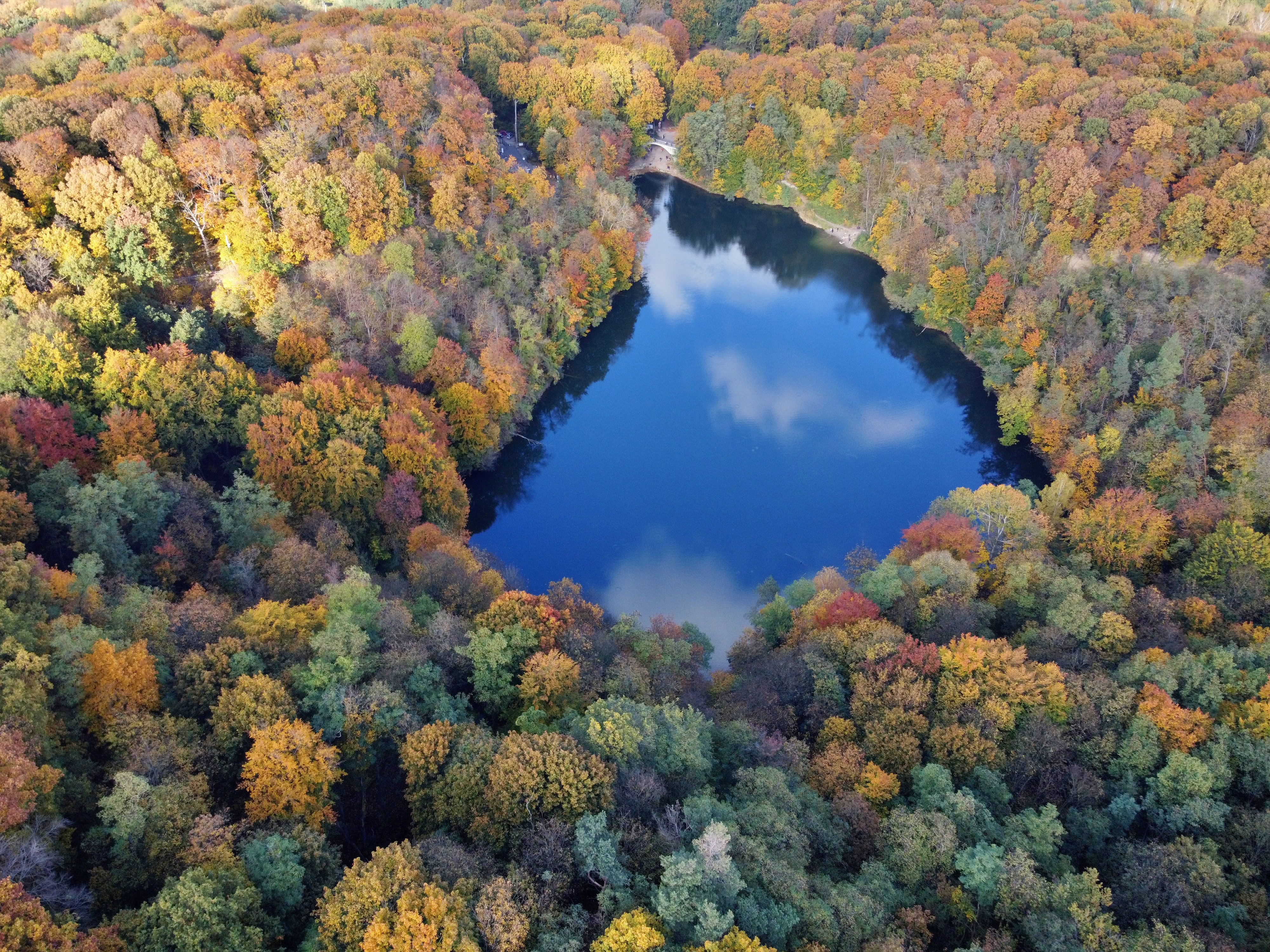
Jezioro Szmaragdowe
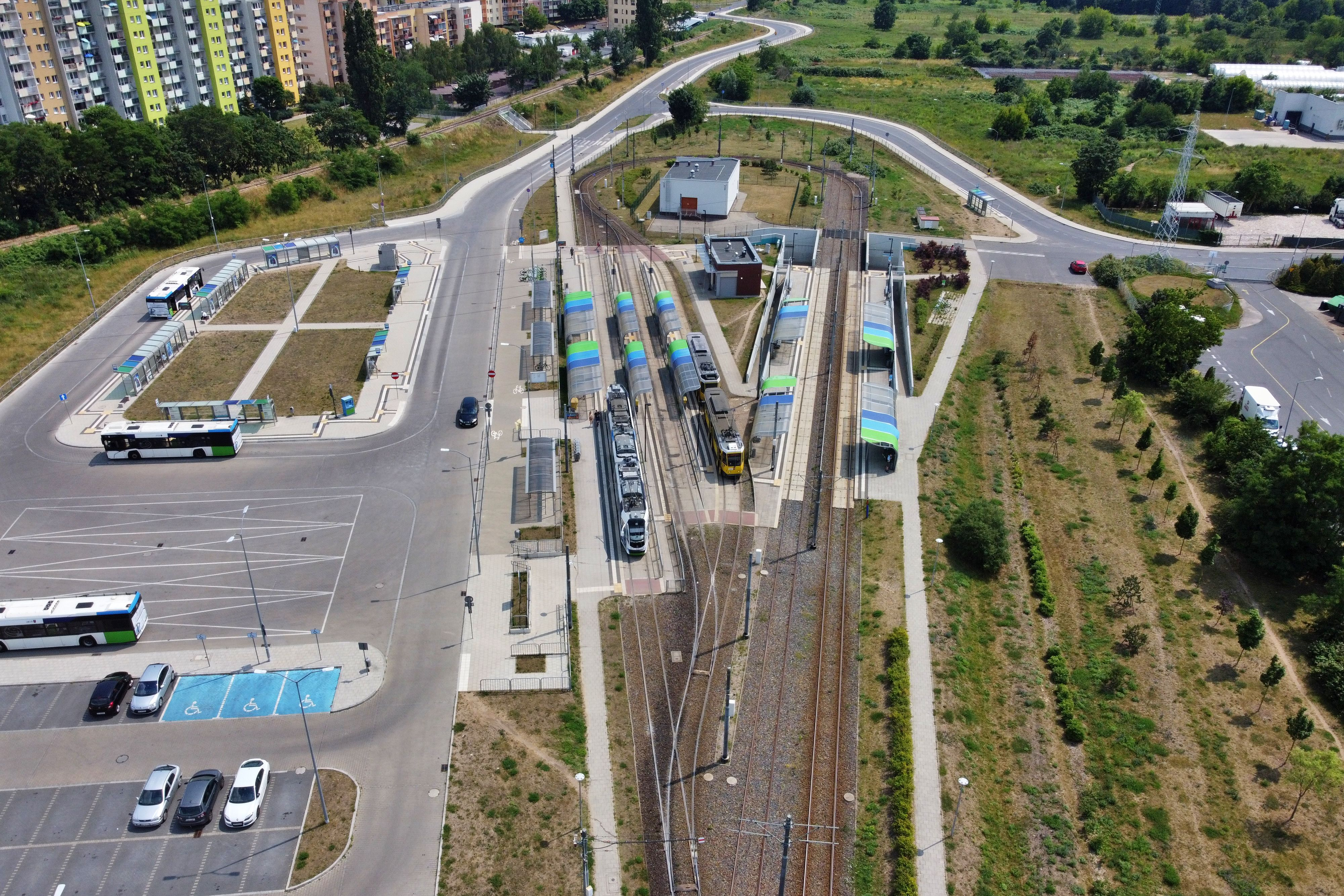
Pętla autobusowo-tramwajowa przy ul. Turkusowej
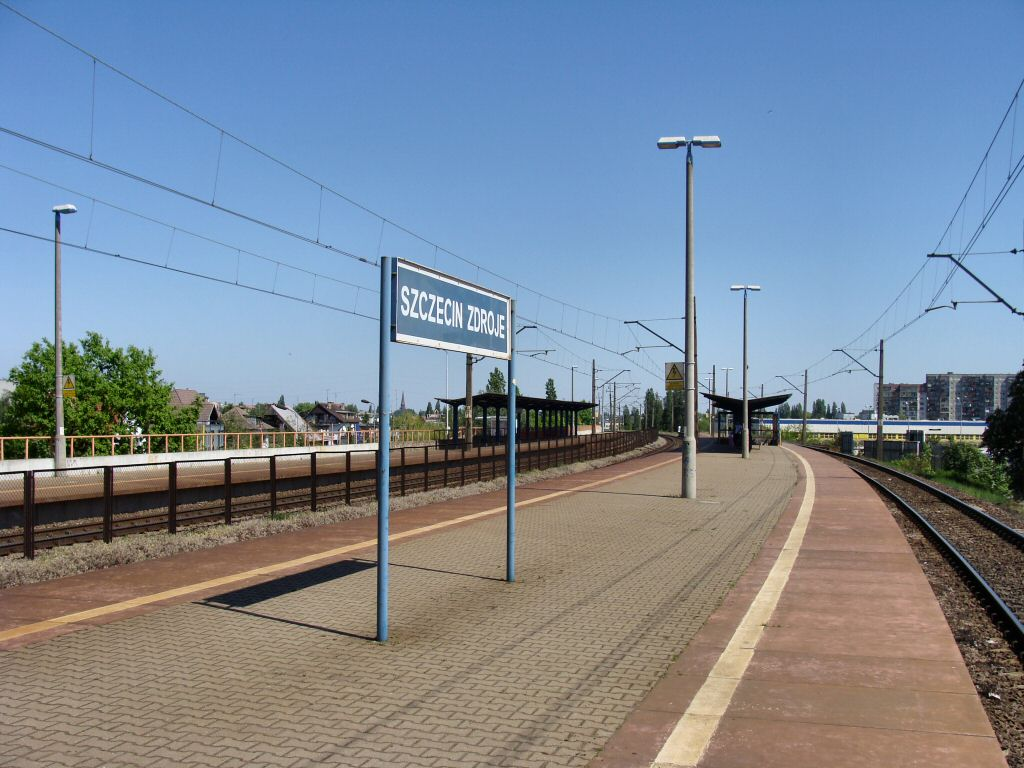
Przystanek kolejowy Szczecin Zdroje